# Theodor Däubler
Theodor Däubler (n. 17 august 1876 - d. 13 iunie 1934) a fost un scriitor austriac.
Lirica sa expresionistă a alternat între reveria melancolică și elanul dezlănțuit.

## Opera
- 1915: Calea luminată de stele ("Der Sternhelle Weg")
- 1916: Imn pentru Italia ("Hymne an Italien")
- 1916: Noul punct de vedere ("Der neue Standpunkt")
- 1917: Copilul stelelor ("Das Stenenkind")
- 1919: Luptând pentru arta modernă ("Im Kampf um die moderne Kunst")
- 1921: Aurora boreală ("Das Nordlicht")
- 1924: Sonete atice ("Attische Sonette")
- 1928: L'Africana
- 1931: Zeița cu făclia ("Die Göttin mit der Fackel")